# Gamma Crateris
Désignations
Gamma Crateris (en abrégé γ Crt) est une étoile binaire, séparable avec un petit télescope amateur, située au centre de la constellation de la Coupe. Elle est visible à l'œil nu avec une magnitude apparente de 4,08. D'après la mesure de sa parallaxe annuelle par le satellite Hipparcos, le système est situé à ∼ 82 a.l. (∼ 25,1 pc) de la Terre.
L'étoile primaire, désignée Gamma Crateris A, est une étoile blanche de la séquence principale de type spectral A7V(n) et d'une température de surface de 7 805 K. Son compagnon, Gamma Crateris B, est une étoile de magnitude 9,6 localisée à 5,2 secondes d'arc.